# Дюфриш-Валазе, Шарль
Шарль Элеоно́р Дюфри́ш де Валазе́, именуемый как Дюфри́ш-Валазе́ или просто Валазе́ (фр. Charles Éléonor Dufriche de Valazé; 23 января 1751, Алансон — 30 октября 1793, Париж) — французский юрист и политик, депутат Конвента.

## Биография
Поступив сначала на военную службу, он в 1774 году подал в отставку, изучал юриспруденцию, был принят в число адвокатов и занимался точными науками и политической экономией.
Когда началась Революция, он выступил горячим поборником новых идей и в 1792 году был избран в Конвент, где присоединился к жирондистам и получил задание составить доклад об обвинениях, взводимых на Людовика XVI. Он проголосовал за казнь короля, но с отсрочкой. Вместе с другими жирондистами он обвинял то коммуну, то Марата, и в борьбе с партией Горы выказал непоколебимую твёрдость. 
Преданный революционному суду, он был приговорен к смерти и, выслушав этот приговор, тут же закололся. На следующий день его труп был гильотинирован. Два года спустя его вдове и детям была определена национальная пенсия.

## Избранная библиография
- «Les lois pénales dans leur ordre naturel» (Париж, 1784);
- сочинение о воспитании «A mon fils», посвящённое графу Прованскому (Алансон, 1786);
- текст его защитного слова «Défense de С. Е. du Friche V.» напечатан на основании рукописи, найденной в стенной щели его темницы.